# Discografia de Karol Conká
A discografia de Karol Conká, uma rapper, cantora e compositora brasileira, consiste em três álbuns de estúdio, três extended plays, quarenta e um singles (incluindo 20 como artista convidada) lançados desde o início de sua carreira. Tornou-se conhecida nacionalmente e internacionalmente por seu primeiro aclamado álbum de estúdio Batuk Freak, pelo hit "Tombei" e mais tarde pela sua participação na vigésima primeira temporada do reality show Big Brother Brasil, da TV Globo. 
Em 2011, após ter disponibilizado algumas músicas no Myspace, Karol disponibilizou seu primeiro extended play (EP), intitulado Promo. No mesmo ano, lançou o single "Boa Noite", que teve boa recepção e a fez ser indicada ao prêmio de Aposta no MTV Video Music Brasil 2011. Devido ao sucesso, a faixa foi incluída na trilha sonora do jogo FIFA 14. Depois de algumas parcerias, entre elas com o rapper Projota, na canção "Não Falem!", em 2012, ela encontrou Nave, que foi produtor de seu primeiro álbum de estúdio, intitulado Batuk Freak, que foi lançado em agosto de 2013. No mesmo ano, Karol recebeu sua primeira estatueta na categoria Artista Revelação, no Prêmio Multishow de Música Brasileira 2013. Além de "Boa Noite", de Batuk Freak foram retirados os singles "Gandaia" e "Corre, Corre Erê". A faixa "Caxambu", do mesmo álbum, também fez parte da trilha sonora do jogo FIFA 18.
Em 2014, Karol lançou o single "Tombei", com participação do grupo Tropkillaz. A canção tornou-se sucesso absoluto, tornando seu nome conhecido no âmbito nacional. "Tombei" foi tema de abertura do seriado Chapa Quente, em 2016, estrelado por Ingrid Guimarães e Leandro Hassum. No fim de 2015, lançou a canção "É o Poder", através do selo Buuum, da Skol Music. Em 5 de agosto de 2016, Karol participou da cerimônia de abertura dos Jogos Olímpicos de Verão de 2016, cantando "Toquem os Tambores" ao lado de MC Soffia. Em outubro do mesmo ano, lançou a faixa "Maracutaia". Em 2017, lançou os singles "Farofei" e "Lalá", e teve sua canção "Bate a Poeira (Parte II)" como tema da 25ª temporada de Malhação Viva a Diferença.
Em 2018, Karol assinou contrato com a gravadora Sony Music Brasil, e em novembro do mesmo ano lançou seu segundo álbum de estúdio, Ambulante, inteiramente produzido por Boss in Drama e incluiu os singles "Kaça", "Vogue do Gueto" e "Saudade". O disco foi eleito o 34º melhor disco brasileiro de 2018 pela revista Rolling Stone Brasil e um dos 25 melhores álbuns brasileiros do segundo semestre de 2018 pela Associação Paulista de Críticos de Arte (APCA).
Em 5 de maio, lançou o single "Dilúvio", com a participação do produtor musical Leo Justi, precedido por uma apresentação ao vivo na grande final da temporada do Big Brother Brasil. A canção foi um sucesso comercial instantâneo, sendo considerada o melhor desempenho de um single de Karol em sua carreira, marcando sua primeira entrada nas paradas musicais e charts conquistando bons números ao estrear nas posições 43ª no Spotify, em 49ª na Deezer, em 5ª no Apple Music e em 2ª no Tidal Brasil. No YouTube, alcançou mais 225 mil visualizações em menos de 24 horas e ocupou o terceiro lugar na aba Em Alta durante o dia continuando nos vídeos em alta mesmo após dias depois do lançamento, fazendo a rapper crescer 978% em streaming. Em 31 de março de 2022, em parceria com o produtor musical Rafa Dias (RDD), do grupo baiano ÀTTØØXXÁ , lançou seu terceiro álbum Urucum. As canções "Mal Nenhum", "Subida" e "Louca e Sagaz" foram lançadas antecedendo o álbum e "Vejo o Bem" como parte da divulgação.

## Álbuns

### Álbuns de estúdio
| Título      | Detalhes do álbum                                                                                               |
| ----------- | --- |
| Batuk Freak | - Lançado: 6 de agosto de 2013 - Gravadora: Deckdisc - Formatos: CD, download digital, vinil (Apenas na Europa) |
| Ambulante   | - Lançado: 8 de novembro de 2018 - Gravadora: Sony Music Brasil - Formatos: CD, download digital                |
| Urucum      | - Lançado: 31 de março de 2022 - Gravadora: Sony Music Brasil - Formatos: Download digital                      |

### Extended play (EP)
| Título                                       | Detalhes do álbum                                                                          |
| -------------------------------------------- | ------------------------------------------------------------------------------------------ |
| Karol Conká                                  | - Lançado: 8 de março de 2001 - Formatos: Download digital                                 |
| Promo                                        | - Lançado: 2011 - Formatos: Download digital                                               |
| Karol Conká (Ao Vivo no YouTube Music Night) | - Lançado: 7 de agosto de 2019 - Gravadora: Sony Music Brasil - Formatos: Download digital |

## Singles

### Como artista principal
| Ano  | Título                                              | Melhores posições | Álbum                     |
| Ano  | Título                                              | BRA               | Álbum                     |
| ---- | --------------------------------------------------- | ----------------- | ------------------------- |
| 2011 | "Boa Noite"                                         | —                 | Batuk Freak               |
| 2011 | "Gandaia"                                           | —                 | Batuk Freak               |
| 2012 | "Corre, Corre Erê"                                  | —                 | Batuk Freak               |
| 2014 | "Tombei"                                            | 43                | Adicionado à nenhum álbum |
| 2015 | "É o Poder"                                         | 29                | Adicionado à nenhum álbum |
| 2016 | "Maracutaia"                                        | 68                | Adicionado à nenhum álbum |
| 2016 | "Tô Na Luta" (part. Joice Silva)                    | —                 | Adicionado à nenhum álbum |
| 2017 | "Farofei" (part. Boss In Drama)                     | 32                | Adicionado à nenhum álbum |
| 2017 | "Lalá"                                              | 36                | Adicionado à nenhum álbum |
| 2017 | "Bate a Poeira, Parte II"                           | —                 | Adicionado à nenhum álbum |
| 2018 | "Cabeça de Nego" (part. Sabotage)                   | 20                | Adicionado à nenhum álbum |
| 2018 | "Kaça"                                              | —                 | Ambulante                 |
| 2019 | "Vogue do Gueto"                                    | —                 | Ambulante                 |
| 2019 | "Saudade"                                           | —                 | Ambulante                 |
| 2019 | "Alavancô" (part. Linn da Quebrada e Gloria Groove) | —                 | Adicionado à nenhum álbum |
| 2020 | "Tempos Insanos" (part. WC no Beat)                 | —                 | Adicionado à nenhum álbum |
| 2021 | "Dilúvio"                                           | —                 | Adicionado à nenhum álbum |
| 2021 | "Mal Nenhum"                                        | —                 | Urucum                    |
| 2021 | "Subida"                                            | —                 | Urucum                    |
| 2021 | "Louca e Sagaz"                                     | —                 | Urucum                    |
| 2022 | "Vejo o Bem"                                        | —                 | Urucum                    |

### Como artista convidada
| Ano  | Canção                   | Artista                                           |
| ---- | ------------------------ | ------------------------------------------------- |
| 2012 | "Até Amanhecer"          | Luiz Melodia                                      |
| 2012 | "Não Falem"              | Projota                                           |
| 2013 | "Bota"                   | Buraka Som Sistema                                |
| 2013 | "Toda Doida"             | Boss In Drama                                     |
| 2015 | "Lista VIP"              | Boss In Drama                                     |
| 2015 | "Dá1LIKE"                | Banda Uó                                          |
| 2016 | "Lá em Casa"             | Soul Mais Samba                                   |
| 2016 | "Então Vem"              | Sons da Conquista                                 |
| 2016 | "100% Feminista"         | MC Carol                                          |
| 2017 | "Mais Like"              | Projota                                           |
| 2018 | "Resenha de Futebol"     | Rincon Sapiência part. Rael                       |
| 2018 | "Estouro"                | Djonga                                            |
| 2018 | “Todos Os Olhos em Nóiz” | Emicida                                           |
| 2019 | "Nossa Que Isso"         | WC no Beat part. Djonga, MC Rebecca e MC Rogê     |
| 2019 | "Dom"                    | Jaloo                                             |
| 2019 | "Quem Tem Joga"          | Drik Barbosa part. Gloria Groove                  |
| 2020 | "CHEGUEI"                | WC no Beat part. MC Zaac, MC Rebecca e Preto Show |
| 2020 | "A Preta é Braba"        | MC Rebecca                                        |
| 2020 | "Madrepérola"            | Capicua                                           |
| 2020 | "Sangue Vermelho"        | Supla part. Theodoro Suplicy                      |
| 2021 | "Tormento"               | Cleo part. Azzy                                   |
| 2023 | "Mamacita (Remix)"       | Luísa Sonza e Xamã                                |

### Singlespromocionais
- 2016 - "Tô Na Luta (Joice Silva)" - Sons da Conquista (Caixa)
- 2016 - "Então Vem" - Sons da Conquista (Caixa)
- 2017 - "O Rolê É Nosso" - Vôlei Nestlé
- 2017 - "Show na Faixa" - Detran-PR[31]
- 2020 - "Pronto pro Rolê'" (com participação de Johnny Hooker e Haikaiss) - Schweppes[32]

#### Outras
| Ano  | Título     |
| ---- | ---------- |
| 2022 | "Paredawn" |